# Блендув (Лодзинське воєводство)
Блендув (пол. Błędów) — село в Польщі, у гміні Хонсно Ловицького повіту Лодзинського воєводства.
Населення — 276 осіб (2011).
У 1975-1998 роках село належало до Скерневицького воєводства.

## Демографія
Демографічна структура станом на 31 березня 2011 року:
|          | Загалом | Допрацездатний вік | Працездатний вік | Постпрацездатний вік |
| -------- | ------- | ------------------ | ---------------- | -------------------- |
| Чоловіки | 143     | 37                 | 87               | 19                   |
| Жінки    | 133     | 30                 | 68               | 35                   |
| Разом    | 276     | 67                 | 155              | 54                   |